# Idaea protrusa
Idaea protrusa là một loài bướm đêm trong họ Geometridae.